# Santuario de flora Plantas Medicinales Orito - Ingi Ande
El Santuario de Flora Plantas Medicinales Orito - Ingi Ande es una de las más nuevas áreas protegidas del Sistema de Parques Nacionales de Colombia. El Santuario se creó con el fin de proteger a las comunidades indígenas kofanes presentes en la zona así como los bosques del piedemonte andino que poseen gran variedad de plantas medicinales utilizadas en la medicina tradicional kofán.

## Generalidades

### Descripción
El nombre del santuario proviene del vocablo kofán que significa "Nuestro territorio", y esta denominación se debe a la gran participación indígena en la declaratoria del parque.
El área comprende un importante y extenso bosque húmedo ubicado en el piedemonte andino-amazónico que contiene una gran variedad de plantas medicinales, especialmente la del yoco que es usada como estimulante y purgante, además de su uso más importante como preventivo para enfermedades tropicales como la malaria.

### Ubicación
Orito Ingi-Andé se ubica al suroccidente de Colombia, entre los departamentos de Nariño y Putumayo. El área está dominada por los ríos Orito y Guamuésy también Su altura varía entre 700 y 3300 m s. n. m.

### Clima
El clima corresponde a un clima de selva húmeda en su parte más baja, mientras en su parte alta pertenece al de bosque andino. Por ello la temperatura varía entre unos 16 a 24 °C.

## Vida silvestre

### Vegetación y flora
El parque está dedicado ante todo a la protección de plantas de uso medicinal (de hecho es la única área protegida de Colombia dedicada a tal fin), por eso la protección del yoco es un punto importante dentro de los objetivos del parque. Sin embargo la riqueza vegetal del parque no radica solamente en el yoco. Recientes estudios demostraron que existen unas 35 familias y 60 géneros de plantas, la mayoría de ellas empleadas para fabricar medicinas tradicionales. Un estudio más generalizado arrojó un total de 60 familias y 114 géneros, además de 120 especies.

### Fauna
Aún no se han hecho estudios profundos para determinar la riqueza faunística de la región, aunque se han estimado que existen alrededor de unas 400 especies de aves, de las cuales se han registrado más de 97.